# 3e armée (Union soviétique)
Pour les articles homonymes, voir 3e armée.
La 3e armée est une unité de l'Armée rouge durant la Grande Guerre patriotique.

## Historique
La 3e armée fut formée en 1939 dans le district militaire spécial de Biélorussie à partir du Groupe d'armées de Vitebsk. Elle combattit dès septembre 1939 en Biélorussie et en Pologne, dans le cadre de l'invasion de l'est de la Pologne, conformément aux clauses du Pacte germano-soviétique.
Au début de l'opération Barbarossa, elle comprenait trois corps :
- le 4e corps de fusiliers (en) (dont la 85e division de fusiliers)
- le 21e corps de fusiliers (ru) (dont la 24e division de fusiliers)
- le 11e corps mécanisé (ru) (avec les 29e et 33e divisions de chars ainsi que la 204e division motorisée).

Elle participa aux opérations du front de l'Ouest, du front central, du front de Briansk, ainsi que des premier, deuxième et troisième fronts biélorusses durant la défense de Hrodna, Lida et Navahroudak.
Elle participa également à des batailles essentielles comme la première bataille de Smolensk, où après une campagne difficile de deux mois les troupes allemandes prirent la ville, et à la bataille de Moscou, à l'issue de laquelle la contre-attaque hivernale de l'Armée rouge, sous les ordres du maréchal Joukov, repoussa le Groupe d'armées centre à plus de 110 km de la capitale.
Ultérieurement, elle participa à la bataille de Koursk, les troupes soviétiques supérieures en nombre et fortement retranchées, défirent les forces allemandes, mirent fin à l'Opération Citadelle, ainsi qu'à toute perspective de victoire allemande sur le Front de l'Est. Elle prit également part à la seconde bataille de Smolensk près de Briansk, et aux opérations de Gomel-Retchytsa et Rahatchow-Jlobine.
En 1944, elle prit part à l'opération Bagration au sein du premier front biélorusse.
Vers la fin de la guerre, elle participa aux offensives en province de Prusse-Orientale, dans l'Est de l'Allemagne, ainsi qu'à la bataille de Berlin.
Après la guerre, son quartier général fut transféré en RSS de Biélorussie, où il fut réorganisé en août 1945 pour former l'éphémère commandement du district militaire de Biélorussie et Lituanie. À cette époque, la 3e armée comprenait trois corps de fusiliers et neuf divisions de fusiliers. Toutes ces unités furent par la suite dissoutes à l'exception de la 120e division de fusiliers de la Garde (ru).

## Commandants
- Vassili Ivanovitch Kouznetsov
- Yakov Kreizer (en)
- Piotr Stepanovitch Pchennikov
- Pavel Batov
- Filipp Jmatchenko (ru)
- Pavel Korzoune (ru)
- Alexandre Gorbatov